# Chenghuang
Chenghuang is de taoïstische god die de yin en yang beheert. Hij heeft volgens de Chinese mythologie ook de kracht om de stadsmuren en slotgrachten van de regio waar de tempel is gebouwd, te beschermen. De derde belangrijke taak van Chenghuang is om de goede en slechte daden van mensen te noteren. Na de dood van de mensen worden de notities gebruikt om te bepalen wat iemands lot wordt. De meeste gangbare naam van de god bestaat uit twee hanzi; cheng 城 betekent stadsmuur en huang 隍 betekent slotgracht.

## Namen van Chenghuang
Vanaf de Ming-dynastie kreeg de god verschillende namen. Chenghuang was god van de hoofdstad, provinciehoofdstad, stad, district of arrondissement. Voor deze verschillende taken, kreeg hij verschillende namen.
| Chinese naam               | Naam in pinyin zonder toontekens           | taak                          |
| -------------------------- | ------------------------------------------ | ----------------------------- |
| 京師城隍（王爵，福明靈王） | Jingshichenghuang (Wangjue/Fuminglingwang) | god van de hoofdstad          |
| 都城隍（公爵，明靈公）     | Duchenghuang (Gongjue/Minglinggong)        | god van de provinciehoofdstad |
| 府城隍（公爵，威靈公）     | Fuchenghuang (Gongjue/Weilinggong)         | god van de stad               |
| 州城隍（侯爵，靈佑侯）     | Zhouchenghuang (Houjue/Lingyouhou)         | god van het district          |
| 縣城隍（伯爵，顯佑伯）     | Xianchenghuang (Bojue/Xianyoubo)           | god van het arrondissement    |

In gebieden die geen stadsmuren hebben of niet gerekend worden als stad, wordt deze god "Jingzhuzunshen" (境主尊神) genoemd.

## Chenghuangtempels

### Peking
- Chenghuangtempel van Beijingducheng

### Tianjin
- Chenghuangtempel van Tianjin

### Hebei
- Chenghuangtempel van Shijiazhuang

### Henan
- Chenghuangtempel van Luoyang

### Shandong
- Chenghuangtempel van Jinan

### Shanxi
- Chenghuangtempel van Taiyuan
- Chenghuangtempel van Yuci

### Jilin
- Chenghuangtempel van Changchun

### Heilongjiang
- Chenghuangtempel van Harbin

### Liaoning
- Chenghuangtempel van Shenyang

### Shaanxi
- Chenghuangtempel van Xi'an

### Gansu
- Chenghuangtempel van Lanzhou

### Ningxia
- Chenghuangtempel van Yinchuan

### Yunnan
- Chenghuangtempel van Kunming

### Sichuan
- Chenghuangtempel van Chengdu

### Chongqing
- Chenghuangtempel van Chongqing

### Guizhou
- Chenghuangtempel van Guiyang

### Guangdong
- Chenghuangtempel van Guangzhou

### Guangxi
- Chenghuangtempel van Nanning

### Hainan
- Chenghuangtempel van Haikou

### Hunan
- Chenghuangtempel van Changsha

### Hubei
- Chenghuangtempel van Wuhan

### Anhui
- Chenghuangtempel van Hefei

### Jiangsu
- Chenghuangtempel van Nanjing
- Chenghuangtempel van Suzhou
- Chenghuangtempel van Wuxi

### Shanghai
- Chenghuangtempel van Shanghai

### Zhejiang
- Chenghuangtempel van Wenzhou
- Chenghuangtempel van Hangzhou
- Chenghuangtempel van Ningbo
- Chenghuangtempel van Huzhou

### Jiangxi
- Chenghuangtempel van Nanchang
- Chenghuangtempel van Jingdezhen

### Fujian
- Chenghuangtempel van Fuzhou
- Chenghuangtempel van Xiamen
- Chenghuangtempel van Zhangzhou
- Chenghuangtempel van Jinmen
- Chenghuangtempel van Quanzhou

### Taiwan
- Chenghuangtempel van Taiwanfu (臺灣府城隍廟)
- Chenghuangtempel van Taiwansheng
- Chenghuangtempel van Xinjhu
- Chenghuangtempel van Anping

### Hongkong
- Chenghuangtempel van Shau Kei Wan

### Macau
- Chenghuangtempel van Mong Ha

### Singapore
- Lorong Koo Chye Sheng Hong Temple